# いつもポケットにショパン
『いつもポケットにショパン』は、くらもちふさこによる日本の漫画。漫画雑誌『別冊マーガレット』（集英社）にて1980年2月号から1981年7月号まで連載された。
クラシック音楽を題材とした音楽漫画。幼馴染の二人が過去の因縁や、人間関係に悩みながらも成長する姿が描かれている。連載中にはドラマレコード化、2019年と2022年には朗読劇化された。

## 作品背景
集英社文庫版にある作者あとがきによれば、本作は「主人公の幼少時代の話」「エンディングのネーム（セリフ）」「主人公の麻子」の3つが当初から決まっており、タイトルについては最後のシーンの台詞から取られたものとしている。
くらもちによれば、自身の作品はそれまで「ヒロイン」よりも「ヒーロー」に思い入れの強いものが多かったが、本作の執筆にあたっては「ヒロイン」の活躍やキャラを押し出すため、恋愛要素を抑え気味に描いた。また、麻子のライバルである季晋が「少し不幸になる」ことは想定していたものの、あくまでも「ほのぼの系」や「ゆったりとしたペースのキャラまんが」、あるいは「アンダンテのメロディが終始流れている」ような内容を構想していた。が、物語が進行するに従い本人の意図とは外れて「ドラマチックな展開」となってしまい、「なんでこんな派手な話になっちゃったんだろう」と途方に暮れる思いだったという。『くらもち花伝 メガネさんのひとりごと』によれば、本作で自身の望むような方向まで描き込めなかったことについては、課題が残ったといい、本作の連載終了から10年近くを経て『天然コケッコー』を執筆した際にようやく「ゆったりとしたペースのキャラまんが」を描くことがかなったとしている。
演奏シーンでは、音符や効果音を入れず、演奏者の指の動きや表情、コマ割りを工夫することで楽曲の叙情性を表現しようと試みられており、この作品の見所のひとつとなっている。これについて、くらもちは「もともと効果音を描くのが好きではなく、古臭さを感じていた」といい、「『自分の気持ちの中で、曲のイメージを絵にしたらどうなるんだろう？』と考えて、苦肉の策で、わざと何も音を描かない場面をいくつか作りました」と語っている。
作者自身はピアノ経験者ではあるものの音楽に精通していた訳ではなかったため、当時の担当編集の妻が音楽大学出身という縁で、その出身校を取材した。音楽学校は全国から学生が集まるため方言も様々だったといい、麻子の友人・末永依里を描く際、くらもちのアシスタントを務めていた小塚敦子（静岡県出身）をモデルにしたと語っている。さらに音楽コンクールなどを取材するうちに自然とクラシック好きになったといい、本作品について「『クラシックっていいな』という喜びを素直に描けたと思います」と語っている。

## あらすじ
幼馴染の須江麻子と緒方季晋は同じピアノ教室に通い、遊ぶ時も一緒という仲。そんなある日、季晋が中学進学と同時にドイツへ留学し、さらに当地で列車事故に遭遇したため音信不通となる。
やがて時が経ち高校生となった麻子は、季晋がすでに日本に帰国していることを知る。再会を喜ぶ麻子だが、季晋は彼女を特別にライバル視して余所余所しく扱う。その変容の背景には共にピアニストであり、友人であり恋敵であった二人の母親の因縁が関わっていることが明らかとなる。心の拠り所を失った麻子はピアノを止めようとするが、音楽教師の松苗によって学生コンクールに向けた奏者に抜擢され、厳しい練習を積むうちに、徐々に才能を開花させていく。
麻子と季晋の関係は、時には近づき、時にはすれ違うなど、依然として芳しいものではなかったが、毎コンに出場することとなり、たがいに練習に取り組む。そんな中、麻子は亡くなっていたものと知らされていた実父・村上稔との出会いや、苦手意識のあった母との交流を通じて、娘を案じる母親の姿に思い至り和解する。
一方、季晋はピアニストとして大成することのなかった母の願いを叶えようと練習に没頭し、それが災いして腱鞘炎を患う。季晋は無理を押して大会に出場するが、演奏直前に麻子から過去の真相を知らされると、それまでの呪縛から解放されたかのように好演を見せる。結果的に麻子は二次予選で落選し、季晋は本選出場を決めるも怪我の状態を考慮して棄権するが、二人の仲が修復されて物語を終える。

## 登場人物
須江 麻子（すえ あさこ）
本作の主人公。白川音楽学園高等部に在学。母はピアニストの須江愛子。通称アーちゃん。
不器用な性格で、そのことをコンプレックスとして抱えている。幼いころから習っているピアノも大して身が入らず、幼馴染の季晋や上級生の上邑に対して引け目を感じていたが、音楽教師の松苗から「誰の真似でもない独自のスタイルを自分自身で見つける」ように指導を受けたことを契機に、徐々に才能を現すことになる。
緒方 季晋（おがた としくに）
麻子の幼馴染。堂園音楽学園高等部に在学。母は元ピアニストの緒方華子。通称きしんちゃん。
幼馴染の麻子とは小学時代までは親密に接していたが、卒業と同時に母と共にドイツへ留学、当地で列車事故に巻き込まれて重傷を負う。その際、母からの角膜移植を受けたため失明は免れたが、同時に母から須江母娘への憎しみも託される。事故後に日本へ帰国し堂園音楽学園に進学し、上邑や二階堂らと各地のピアノコンテストにおいて上位を占めることから堂園三羽烏と呼ばれている。
上邑 恭二（うえむら きょうじ）
堂園三羽烏と呼ばれる天才肌のピアニスト。持病のぜんそくが悪化したため、堂園音楽学園から白川音楽学園に転校してきた。当初は麻子との実力差を見せるが、彼女の台頭により動揺を見せる。
須江 愛子（すえ あいこ）
麻子の母で国際的なピアニスト。気難しい性格の持ち主。麻子とはたびたび衝突するが、不器用ながらも娘のことを気にかけていることや、お人好しな性格が徐々に明らかとなり、作品終盤では和解する。
緒方 華子（おがた はなこ）
季晋の母。元ピアニスト。麻子の母・愛子とは友人でありライバル関係にあった。しかし過度の練習により腱鞘炎を患い慢性化したため演奏生命を絶ち、さらに村上をめぐっての恋にも敗れたため憎しみの感情を募らせる。息子の季晋とともにドイツへ渡ったが、当地で列車事故に遭い死去する。
村上 稔（むらかみ みのる）
麻子の父で国際的な指揮者。愛子と別れた後はドイツに渡り修業を積んでいたが、その後も連絡を取り合っている様子。
松苗（まつなえ）
白川音楽学園の音楽教師。麻子を厳しく指導し、その成長を見守る。
二階堂 まりあ（にかいどう まりあ）
堂園音楽学園高等部に在学。堂園三羽烏の一人。
末永 依里（すえなが えり）
白川音楽学園高等部に在学。麻子の親友。

## 書誌情報
- くらもちふさこ『いつもポケットにショパン』 集英社〈マーガレットコミックス〉、全5巻
  1. 1981年8月発売 ISBN 4-08-850602-2
  2. 1981年9月発売 ISBN 4-08-850608-1
  3. 1981年10月発売 ISBN 4-08-850615-4
  4. 1981年11月発売 ISBN 4-08-850622-7
  5. 1981年12月発売 ISBN 4-08-850630-8

- くらもちふさこ『いつもポケットにショパン』 集英社〈集英社文庫〉、全3巻
  1. 1995年9月発売 ISBN 4-08-617203-8
  2. 1995年9月発売 ISBN 4-08-617204-6
  3. 1995年9月発売 ISBN 4-08-617205-4

- くらもちふさこ『いつもポケットにショパン』 集英社〈Queen's comics premium〉、全4巻
  1. 2003年12月発売 ISBN 4-08-865170-7
  2. 2004年1月発売 ISBN 4-08-865179-0
  3. 2004年2月発売 ISBN 4-08-865187-1
  4. 2004年3月発売 ISBN 4-08-865194-4

## ドラマレコード
ドラマレコードはフォーライフ・レコードより2作品が、日本フォノグラムより総集編が発売された。脚本は仲倉重郎、プロデューサーは市川武が担当。ポーランドのアダム・ハラシェヴィチ、オーストリアのイングリット・ヘブラー、チリのクラウディオ・アラウなどのピアノ演奏が挿入されている。
いつもポケットにショパン
1980年発売、脚本：仲倉重郎、プロデューサー：市川武
出演：小原乃梨子、富山敬、吉田理保子、清水マリ
いつもポケットにショパン 愛のソナタ 完結編
1981年発売、脚本：仲倉重郎、プロデューサー：市川武
出演：富山敬、吉田理保子、清水マリ、山田俊司、辻村真人
いつもポケットにショパン 総集編
1982年発売、脚本：仲倉重郎、プロデューサー：市川武。
出演：小原乃梨子、富山敬、吉田理保子、清水マリ、山田俊二、辻村真人

## 朗読劇

### 第1作
朗読劇『いつもポケットにショパン』として2019年6月11日から6月16日まで、東京・新国立劇場で上演された。脚本は吉田玲子、演出は酒井麻衣が担当。愛原実花と下野紘ら、5組が日替わりで出演した。
キャスト（第1作）
- 愛原実花、下野紘 / 北原里英、藤田富 / 三戸なつめ、小早川俊輔 / 工藤遥、北川尚弥 / 内田真礼、小南光司

スタッフ（第1作）
- 原作 - くらもちふさこ
- 脚本 - 吉田玲子
- 演出 - 酒井麻衣
- ピアノ演奏 - 日向みのり
- 音楽監督 - 横山克、橋口佳奈、半田翼

### 第2作
朗読劇『いつもポケットにショパン～2nd Lesson～』として2022年1月13日から1月23日まで、東京・紀伊國屋ホールで上演された。脚本と演出は2019年の時と同じく吉田と酒井が担当。尾崎由香と高野洸ら、8組が日替わりで出演した。
キャスト（第2作）
- 尾崎由香、高野洸 / 楠田亜衣奈、橋本祥平 / 愛原実花、永塚拓馬 / 天野はな、天崎滉平 / 大坪由佳、染谷俊之 / 松田るか、小笠原仁 / 渡辺みり愛、海渡翼 / 畑芽育、小林裕介

スタッフ（第2作）
- 原作 - くらもちふさこ
- 脚本 - 吉田玲子
- 演出 - 酒井麻衣
- ピアノ演奏 - 日向みのり、関田彩夏、里見有香
- 音楽監督 - 横山克、橋口佳奈、半田翼

## その他の展開
2018年のNHKの連続テレビ小説（朝ドラ）『半分、青い。』の劇中で同名タイトル（作者名は劇中人物「秋風羽織」に変更）で登場する。